# Langar (Fargʻona)
Langar ist ein Dorf (qishloq) in der usbekischen Viloyat Fargʻona im Ferghanatal und Hauptort des Bezirks Qoʻshtepa.
Gemäß der Bevölkerungszählung 1989 hatte der Ort 1.079 Einwohner, einer Berechnung für 2002 zufolge betrug die Einwohnerzahl 1800.